# Autostrada Ujść

Autostrada Estuariów

Autostrada Ujść, Autostrada Estuariów (fr. Autoroute des Estuaires) – nazwa ciągu dróg dwujezdniowych we Francji, łączącego Dunkierkę z Bajonną, zapewniającego połączenie granicy belgijskiej z hiszpańską, z pominięciem Paryża. Nazwa wiąże się z przebiegiem trasy, przez obszar ujść czterech największych francuskich rzek zlewiska Oceanu Atlantyckiego: Sommy, Sekwany, Loary i Garonny.
Nie wszystkie odcinki tej trasy posiadają standard autostrady (są drogami ekspresowymi), a jej przebieg jest następujący:
- A16 – odcinek Dunkierka-Abbeville
- A28 – odcinek Abbeville-Bosgouet
- A13 – odcinek Bosgouet-Caen
- A84 – odcinek Caen-Rennes
- N137 – odcinek Rennes-Nantes
- A83 – odcinek Nantes-Fontenay-le-Comte
- A831 – odcinek Fontenay-le-Comte-La Rochelle
- N237 – odcinek La Rochelle-Rochefort
- A837 – odcinek Rochefort-Saintes
- A10 – odcinek Saintes-Bordeaux
- A63 – odcinek Bordeaux-Bajonna